# Haibara (distrito)
Haibara (榛原郡, Haibara-gun) é um distrito rural situado na prefeitura de Shizuoka, no Japão. Em julho de 2012, o distrito tinha uma população estimada de cerca de 37.550 habitantes e uma densidade populacional de 72.6 pessoas por km². A área total do distrito é de 517.56 km².